# Emiliano D'Avila
Emiliano Moraes d'Avila Melo (Feira de Santana, 27 de março de 1986) é um ator brasileiro. Começou a carreira artística aos 11 anos, fazendo peças de teatro em Salvador e posteriormente se mudou para o Rio de Janeiro aos 22 anos. No Rio, Emiliano fez parte da peça Clandestinos (dirigida por João Falcão) que depois virou série na Rede Globo, em 2010. Em 2012, fez sua primeira aparição em uma novela, na qual interpretou Lúcio em Avenida Brasil. No ano seguinte, estreou como Máicol no programa Vai que Cola, no canal Multishow.
Namora Natália Rosa, conhecendo-a durante os testes da peça A Minha Primeira Vez, em 2013.

## Biografia
Nascido em Feira de Santana, Emiliano é formado em artes cênicas pela Universidade Federal da Bahia e pós-graduado em roteiro audiovisual pela FACHA. Começou a carreira artística aos 11 anos, fazendo peças de teatro em Salvador e posteriormente se mudou para o Rio de Janeiro com apenas 22 anos. No Rio, Emiliano fez parte da peça Clandestinos (dirigida por João Falcão) que depois virou série na Rede Globo, em 2010.
Em 2012, fez sua primeira aparição em uma novela, na qual interpretou Lúcio em Avenida Brasil seu trabalho de maior sucesso até então.
Em julho de 2013, estreou como Máicol no programa Vai que Cola, no canal Multishow.

### Vida pessoal
Já namorou a também atriz Chandelly Braz. Atualmente, namora a atriz Natália Rosa, com quem trabalhou na peça A Minha Primeira Vez.

## Carreira

### Televisão
| Ano       | Título                        | Personagem  | Nota |
| --------- | ----------------------------- | ----------- | ---- |
| 2010      | Clandestinos: o Sonho Começou | Pedro Balla |      |
| 2012      | Avenida Brasil                | Lúcio       |      |
| 2012      | Louco por Elas                | Kevin       |      |
| 2013–2019 | Vai Que Cola                  | Maicol      |      |

### Cinema
| Ano  | Título                     | Personagem | Ref.  |
| ---- | -------------------------- | ---------- | ----- |
| 2015 | Vai Que Cola - O Filme     | Maicol     | [ 6 ] |
| 2017 | Ninguém Entra, Ninguém Sai | Edu        | [ 7 ] |
| 2019 | Vai Que Cola 2 – O Começo  | Maicol     |       |

## Teatro
| Ano  | Título                                                             | Personagem                   | Ref.  |
| ---- | ------------------------------------------------------------------ | ---------------------------- | ----- |
| 2005 | A Importância de Ser Prudente                                      | João Worthing                |       |
| 2006 | Sábado, Domingo e Segunda                                          | Rocco                        |       |
| 2007 | As Bruxas de Salem                                                 | Parris                       |       |
| 2007 | Shopping and Fucking                                               | Gary                         | [ 2 ] |
| 2008 | Clandestinos                                                       | Pedro Balla                  | [ 8 ] |
| 2013 | A Minha Primeira Vez                                               |                              | [ 9 ] |
| 2014 | Os Javalis                                                         | Homem A                      |       |
| 2016 | Qualquer Gato Vira-Lata Tem uma Vida Sexual Mais Sadia Que a Nossa | Marcelo                      |       |
| 2023 | Abismo de Rosas - uma comédia policial                             | Zé / Juliano / Gilson / Mota |       |